# 塵劫記

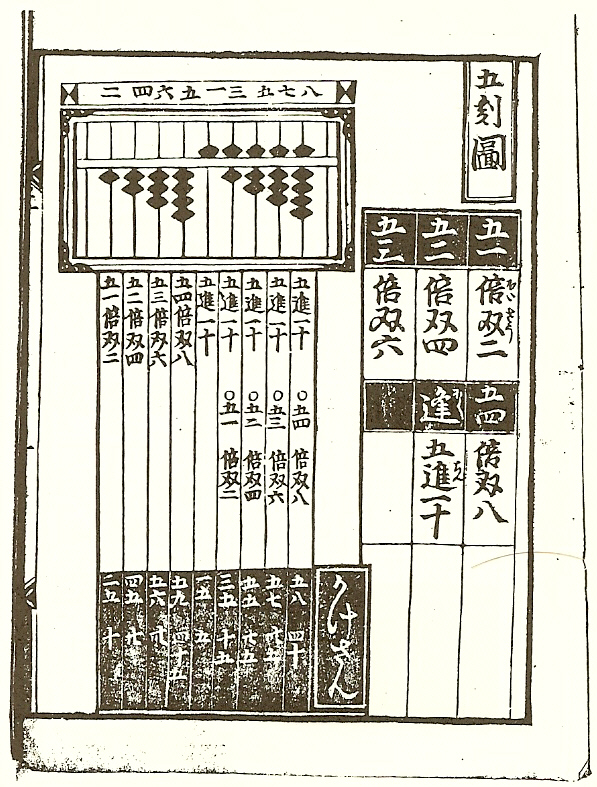
《塵劫記》中對日本算盤用法的解說。

《塵劫記》（日语：／ Jinkōki），日本江戶時期數學（和算）著作，3卷。吉田光由（1598年—1672年）撰。1627年初版。
《塵劫記》書名取自《法華經》的「塵點劫」，是吉田光由根據元代朱世杰《算學啟蒙》和明代程大位《算法統宗》的基礎下撰寫而成，1627年寫成。推出後廣受歡迎，使珠算術在日本迅速得到普及。《塵劫記》因為一再增印，各版本內容有些許差異。